# 中国人民解放军北京军区空军
中国人民解放军北京军区空军，机关驻地北京市，是中国人民解放军空军驻中国人民解放军北京军区的战役军团，归中国人民解放军空军建制，受中国人民解放军空军、中国人民解放军北京军区双重领导。领导和指挥驻河北省、山西省、内蒙古自治区中部、北京市、天津市空军部队。主要担负保卫首都和本区防空作战，空中进攻作战，协同陆、海军作战等任务。

## 沿革
1950年10月14日，中央军委批准，成立中国人民解放军华北军区空军司令部。1950年10月28日，以华北军区司令部航空处和步兵第二〇五师机关一部为基础，在北京成立华北军区空军司令部。机关设司令部、政治部、后勤部、工程部、干部管理部。1954年5月15日，改称中国人民解放军华北军区空军部。1955年5月6日，改称中国人民解放军北京军区空军司令部。1957年6月1日，与北京军区防空军合并为中国人民解放军北京军区空军。1970年2月，北京军区空军机关整编为司令部、政治部、后勤部。1976年2月增设航空工程部，1993年9月改称装备技术部，1998年12月整编成装备部。
华北军区空军机关成立后，鉴于首都和华北地区防空作战的需要，很快组建了作战部队。1951年1月到1952年12月，将自陆军部队调来的师、团机构，整编组建为4个航空兵师等部队。1955年3月，随着重新划分全国军区，驻山东地区空军部队由华东军区空军划归华北军区空军建制。1956年3月，组建空军第六军军部，统一领导驻山东地区空军部队。1957年8月，北京军区防空军部队划归北京军区空军建制。1967年6月，空军第六军军部扩编为济南军区空军，归空军建制。1968年12月到1971年1月，先后组建3个空军军部。1974年4月后，北京军区空军辖区航空学校（除第十一航空学校外）及航空预备学校，陆续从空军直属改归北京军区空军建制。1976年1月，撤销1个空军军部。1985年下半年，调整、撤销、合并部分单位。到20世纪末，北京军区空军已成为包括航空兵、地空导弹兵、高射炮兵、雷达兵、通信兵及其他专业兵的合成军队。
北京军区空军长期担负首都和华北地区防空作战任务，军区空军机关及部分部队先后参加了抗美援朝战争、支援东南沿海地区作战等。1951年7月，华北军区空军司令员徐德操率机关人员及通信分队赴辽西省开原（今辽宁省开原市），与中南军区空军机关抽调的人员共同组建中朝空军联合冲击机指挥所，同年12月撤销。1953年5月，华北军区空军司令员段苏权、政治委员漆远渥率机关人员707人赴辽东省安东（今辽宁省丹东市），参加中朝空军联合司令部指挥所值班，同年9月底归建。空军第十四师、第十七师先后参加抗美援朝战争，击落以美军为首的“联合国军”飞机33架、击伤5架。在国土防空作战中，北京军区空军部队多次击落入侵中国的美国无人驾驶高空侦察机和台湾当局入侵大陆的侦察、袭扰飞机。1958年10月10日，空军第十四师飞行员杜凤瑞在入闽轮战中，击落台湾当局中华民国空军F-86型飞机1架，头部负重伤后又击落敌机1架。1984年3月及1987年10月，北京军区空军所属地空导弹兵部队在入桂轮战中，击落、击伤越南空军入侵中国广西地区的米格-21型飞机各1架。北京军区空军部队还先后参加过华北地区军事演习、首都国庆阅兵等，并参加了唐山大地震、张北地震抗震救灾，黄河炸凌防洪、冰上抢险等。空军八一飞行表演队先后为近百个国家和地区的代表团进行过特技飞行表演。

## 历任领导
| 司令员 1. 徐德操（1949年10月—1954年2月） 2. 段苏权 少将（1954年2月—1957年3月） 3. 罗元发 中将（1957年3月—1968年9月，1960年3月起为北京军区副司令员兼） 4. 李际泰（1968年12月—1975年5月，1972年3月起为第三机械工业部部长兼） 5. 刘玉堤 空军中将（1975年5月—1990年4月，1987年9月起为北京军区副司令员兼） 6. 耀先 空军中将（1990年4月—1993年1月，北京军区副司令员兼） 7. 林基贵 空军中将（1993年1月—1994年4月，北京军区副司令员兼） 8. 马占民 空军中将（1994年4月—1996年1月，北京军区副司令员兼） 9. 乔清晨 空军中将（1996年1月—1997年11月，北京军区副司令员兼） 10. 李永金 空军中将（1997年11月—2004年12月，北京军区副司令员兼） 11. 景文春 空军中将（2004年12月—2006年8月，北京军区副司令员兼） 12. 贾永生 空军中将（2006年8月—2011年1月，北京军区副司令员兼） 13. 江建曾 空军中将（2011年1月—2012年6月，北京军区副司令员兼） 14. 麻振军 空军中将（2012年6月—2013年7月，北京军区副司令员兼） 15. 庄可柱 空军中将（2013年7月—2016年，北京军区副司令员兼） 副司令员 - 李中权 少将（1956年4月—1968年10月） - 李际泰 少将（1957年6月—1968年12月） - 方子翼 少将（1959年4月—1967年6月） - 吕茂堂（1968年5月—1971年11月） - 米志高（1969年9月—？） - 孙端夫（1969年9月—1974年6月） - 任达之（1970年4月—？） - 耀先（1974年11月—1978年1月） - 刘光裕（1975年9月—？） - 李中权（1975年10月—？） - 徐登昆（？—1983年5月） - 乔子扬（1983年—？） - 刘志田（1983年5月—1987年7月） - 褚福田 空军中将（1985年8月—1991年7月） - 耀先 空军中将（1987年1月—1990年6月） - 曾广富 空军少将（1990年6月—1993年12月） - 韩瑞阶 空军少将（1990年6月—1994年10月） - 李永德 空军少将（1992年10月—1994年12月） - 李永金 空军少将（1993年12月—1997年11月） - 汪超群 空军少将（1995年12月—2000年12月） - 张景芬 空军少将（1996年12月—2000年12月） - 左印生 空军少将（1998年12月—2000年12月） - 景文春 空军少将（2000年12月—2004年12月） - 张鹏 空军少将（2004年10月—？） - 张建平 空军少将（2006年5月—？） - 耿立志 空军少将（2008年—？） - 李志亮 空军少将（？—？） - 杨卫东 空军少将（2011年12月—？） - 夏晓青 空军少将（2014年3月—2016年） | 政治委员 1. 漆远渥 少将（1952年12月—1962年6月） 2. 张百春（1968年5月—1978年1月） 3. 赵兰田（1974年1月—1978年1月） 4. 许乐夫 空军中将（1978年5月—1988年2月） 5. 赵炳耀 空军中将（1988年2月—1993年1月） 6. 赵立荣 空军中将（1993年1月—1997年11月） 7. 蒲荣祥 空军中将（1997年11月—2003年12月） 8. 刘振来 空军中将（2003年12月—2012年12月） 9. 刘绍亮 空军中将（2012年12月—2016年） 副政治委员 - 张百春 少将（1959年11月—1968年5月） - 崔文斌（1969年3月—？） - 向孝书（1972年6月—1979年7月） - 杜镜秋（？—？） - 葛振岳（？—？） - 孙树峰（？—？） - 杨志福（1983年5月—1985年8月） - 赵炳耀 空军中将（1985年8月—1988年2月） - 郑兰荪 空军少将（1987年11月—1990年6月） - 张宗政 空军少将（1988年8月—1990年6月） - 苑国辉 空军中将（1990年6月—1994年12月） - 孙俊哲 空军中将（1993年12月—1997年12月） - 巩怀书 空军少将（1994年12月—2000年12月） - 王云杰 空军少将（1996年12月—2006年7月） - 芮清凯 空军中将（2000年12月—2003年12月） - 赵金奎 空军少将（2002年1月—2002年12月） - 姜言记 空军少将（2003年12月—2005年7月） - 唐安金 空军少将（2005年7月—？） - 刘健 空军少将（2006年7月—2011年7月） - 张超金 空军少将（2011年—2016年） - 秦建辉 空军少将（2013年—？） - 余爱水 空军少将（2014年12月—2016年） - 王毅 空军少将（2015年—2016年） 顾问 - 任达之（1978年—1983年） - 米志高（？—？） - 张希庸（？—1987年） - 王雨青（1981年—1986年） - 李建明（？—？） |

| 参谋长 - 李中权 少将（1952年5月—1956年4月） - 林毅 大校（1956年6月—1957年6月） - 刘光裕 大校（1957年6月—1969年9月，第一参谋长） - 林毅 大校（1957年6月—1958年10月，第二参谋长） - 岳天培（1969年9月—？） - 乔子扬 - 吴士友 空军少将（1985年8月—1990年4月） - 于曰家 空军少将（1990年6月—1992年10月） - 方国俊 空军少将（1992年10月—1996年12月） - 刘作新 空军少将（1996年12月—1998年12月） - 李志亮 空军少将（2001年12月—2010年5月） - 麻振军 空军少将（2010年5月—2011年2月） - 张义瑚 空军少将（2011年2月—2013年7月） - 许志良 空军少将（2013年11月—2016年，北京军区副参谋长兼） 副参谋长 - 肖道生 大校（1952年10月—1958年10月） - 王俊杰 中校（1957年6月—1958年8月） - 李佩之（1957年8月—1959年2月） - 刘英 大校（1958年12月—？） - 袁正元（1959年4月—1960年5月） - 田代玉 大校（1959年10月—1970年6月） - 米志高 大校（1960年1月—1969年9月） - 江波（1966年5月—？） - 冯巨才（1966年5月—1976年6月） - 张家荣（1970年4月—？） - 邹新民（1972年6月—？） - 陶继藩（1975年7月—？） - 王俊杰（1975年7月—？） - 赵宝桐（1978年—1983年） - 宫长清 空军少将（1985年8月—1992年10月） - 刘树志 空军少将（1985年8月—1990年6月） - 程恩痒 空军少将（1989年4月—1993年12月） - 曲茂 空军少将（1990年6月—1994年12月） - 徐水香 空军少将（1990年6月—1997年10月） - 向春雷 空军少将（1995年7月—2003年12月） - 马学林 空军少将（2001年7月—？） - 傅有云 空军少将（2001年12月—？） - 颜世忠 空军少将（2002年12月—？） - 魏仁义 空军少将（2003年12月—？） - 武可文 空军少将（？—？） - 赵鹏敏 空军少将（？—2013年） - 李锁林 空军少将（2008年8月—2010年9月） - 赵建军 空军少将（2009年—？） - 王建民 空军少将（2011年—？） - 刘明豹 空军少将（？—2016年） - 冯爱旺 空军少将（2013年7月—2016年） | 政治部主任 - 毕占云（？—？） - 黄连秋（？—？） - 王学武 大校（1955年5月—1959年4月） - 李明刚 大校（1959年4月—1963年7月） - 司中锋 少将（1963年7月—1968年12月） - 崔朝仑（1969年9月—？） - 赵炳耀（1983年5月—1986年3月） - 王峰 空军少将（1986年3月—1991年12月） - 杨治理 空军少将（1994年8月—1997年6月） - 刘亚洲 空军少将（1997年6月—2002年1月） - 毕沧耕 空军少将（2002年1月—2011年12月） - 余爱水 空军少将（2011年12月—2014年） - 徐西盛 空军少将（2014年—2016年） 政治部副主任 - 吴锺琨 大校（？—？；1955年5月—1969年11月） - 王尔鸣 大校（1957年6月—1964年7月） - 何宣泰 大校（1959年4月—1964年7月） - 朱兆林 少将（1961年2月—1969年10月） - 葛振岳（1965年8月—？） - 马志谦（1966年5月—？） - 朱凡（1966年6月—？） - 崔朝仑（1969年1月—1969年9月） - 张文盛（1969年8月—？） - 李德保（1972年10月—1974年9月） - 吴锺琨（1975年10月—？） - 陈潜 空军少将（1985年8月—1999年4月） - 刘亚洲 空军少将（1993年1月—1997年6月） - 王世志 空军少将（1998年10月—2001年12月） - 孙正明 空军少将（2000年12月—2003年11月） - 陈士辉 空军少将（2000年12月—2002年12月） - 蒋乾麟 空军少将（2001年12月—2003年12月） - 高良新 空军少将（2003年11月—？） - 王世志 空军少将（2003年12月—2005年1月） - 范骁骏 空军少将（2005年1月—2007年） - 姚颖 空军少将（2008年—？） - 武鹏 空军少将（2010年—？） - 王毅 空军少将（2011年—2013年） - 陈红岩 空军少将（2013年—2015年2月） - 王文兵 空军少将（2014年—2016年） - 武祥峰 空军少将（2015年—2016年） |

| 后勤部部长 - 任达之 大校（1951年1月—1955年；1957年—1970年4月） - 冯昌隆（1970年4月—？） - 范一章 空军少将（1985年8月—1990年6月） - 傅敖洪 空军少将（1990年6月—1996年7月） - 林长昆 空军少将（1996年7月—2000年12月） - 林秀国 空军少将（2000年12月—？） - 章拥宁 空军少将（？—2010年7月） - 夏晓青 空军少将（2010年7月—2014年3月） - 龚振 空军少将（2014年7月—2016年） | 后勤部政治委员 - 宫愚公 上校（1955年5月—1960年8月） - 冯昌隆（1960年8月—1970年4月） - 王力军（1970年4月—？） - 秦振明 空军少将（1985年8月—1992年10月） - 朱振江 空军少将（1997年12月—2001年12月） - 高良新 空军少将（2001年12月—2003年11月） |

| 装备部部长 - 金生（？—？，华北军区空军工程部部长） - 刘子立（？—？，华北军区空军工程部部长） - 周立范（？—？，华北军区空军工程部、北京军区空军工程部部长） …… - 张志勇 空军少将（1985年8月—1990年6月） - 刘桂茂 空军少将（1990年7月—1997年4月） - 宋绪伦 空军少将（1997年4月—2003年7月） - 刘飞保 空军少将（2003年7月—2005年5月） - 袁强 空军少将（2005年5月—？） - 王洪国 空军少将（2011年—2013年） - 沙云松 空军少将（2013年—2016年） | 纪律检查委员会书记 …… - 郑兰荪 空军少将（1987年—？） - 苑国辉 空军中将（？—？，副政治委员兼） …… |

## 荣誉
曾被授予荣誉称号的单位有：
- 飞行安全红旗师：由国防部授予[1]。
- 抗震救灾模范场站：由中央军委授予[1]。
- 唐山抗震救灾模范雷达连：由中央军委授予[1]。
- 爱民模范气象勤务站：由中央军委授予[1]。
- 杜凤瑞中队：由空军授予[1]。
- 黄河冰上抢险爱民模范机组：由空军授予[1]。
- 神威导弹营：由空军授予[1]。
- 艰苦创业模范连：由空军授予[1]。
- 模范机务中队：由空军授予[1]。

曾被授予荣誉称号的个人有：
- 空中神炮手：刘焕刚。由空军授予[1]。
- 雷锋式的女战士：高东丽。由空军授予[1]。
- 爱兵模范：游泽浦。由空军授予[1]。
- 见义勇为英雄排长：孙耀佳。由空军授予[1]。
- 刻苦钻研新装备的模范干部：席吉虎。由空军授予[1]。